# Włodzimierz Seneta
Włodzimierz Seneta (ur. 20 września 1923 w Gołonogu, zm. 26 marca 2003) – dendrolog, twórca i wieloletni pracownik Zakładu Dendrologii Warszawskiej SGGW.

## Życiorys

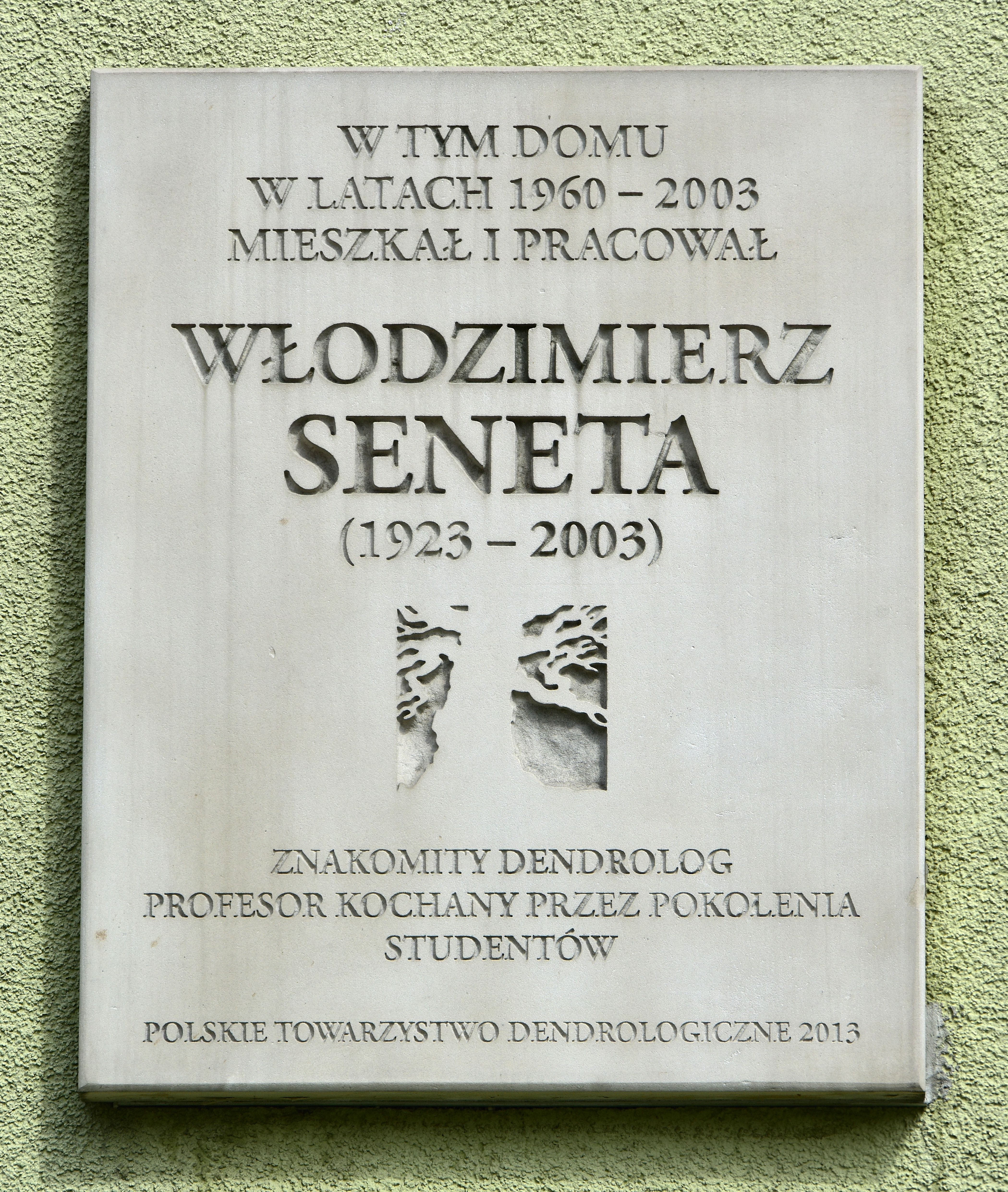
Tablica upamiętniająca Włodzimierza Senetę na bocznej ścianie domu przy al. Waszyngtona 45/51 w Warszawie

Związany był z SGGW początkowo jako student Wydziału Ogrodniczego, który ukończył w 1951 roku broniąc pracę magisterską "Projekt ogrodu dendrologicznego w Rogowie" pisaną pod kierunkiem prof. Władysława Niemirskiego. Począwszy od tego roku zaczął pracę w kierowanym przez prof. Romana Kobendzę Zakładzie Botaniki Leśnej i Dendrologii (przemianowanym później na Zakład Botaniki Leśnej Wydziału Leśnego SGGW) mieszczącym się przy ul. Rakowieckiej; początkowo jako asystent, potem od 1954 roku jako adiunkt. Od 1959 roku pracował w Katedrze Roślin Ozdobnych pod kierownictwem prof. Stanisława Wóycickiego, na macierzystym Wydziale Ogrodniczym, na Ursynowie. W 1964 roku uzyskał stopień doktora nauk rolniczych. W 1967 roku stał się wykładowcą. W 1970 roku mianowany został docentem etatowym na Katedrze Roślin Ozdobnych, którym pozostał aż do emerytury, na którą przeszedł w 1986 roku.
Opublikował liczne prace naukowe; wielokrotnie wznawiany podręcznik „Dendrologia” (1960–1991),  współredagowany w późniejszych latach (od wydania III) wraz z dr. Jakubem Dolatowskim, obszerne opracowanie „Drzewa i krzewy iglaste”, rozpoczęte trzema tomami dzieło „Drzewa i krzewy liściaste” oraz zamieszczane w wielu publikacjach zdjęcia i rysunki.
Jednym z jego dokonań było stworzenie kolekcji cennych dla ogrodnictwa drzew, krzewów i pnączy, co czynił po części przy udziale swoich współpracowników, w parku Szkoły Głównej Gospodarstwa Wiejskiego na Ursynowie.
Odznaczony Złotym Krzyżem Zasługi, dwukrotnie nagrodą Ministra Nauki, Szkolnictwa Wyższego i Techniki (zespołowo i indywidualnie) oraz nagrodą Wydziału V PAN za publikacje naukowe. W 1956 został pierwszym z Polski członkiem elitarnego International Dendrology Society.
Został pochowany na cmentarzu komunalnym w Dąbrowie Górniczej.

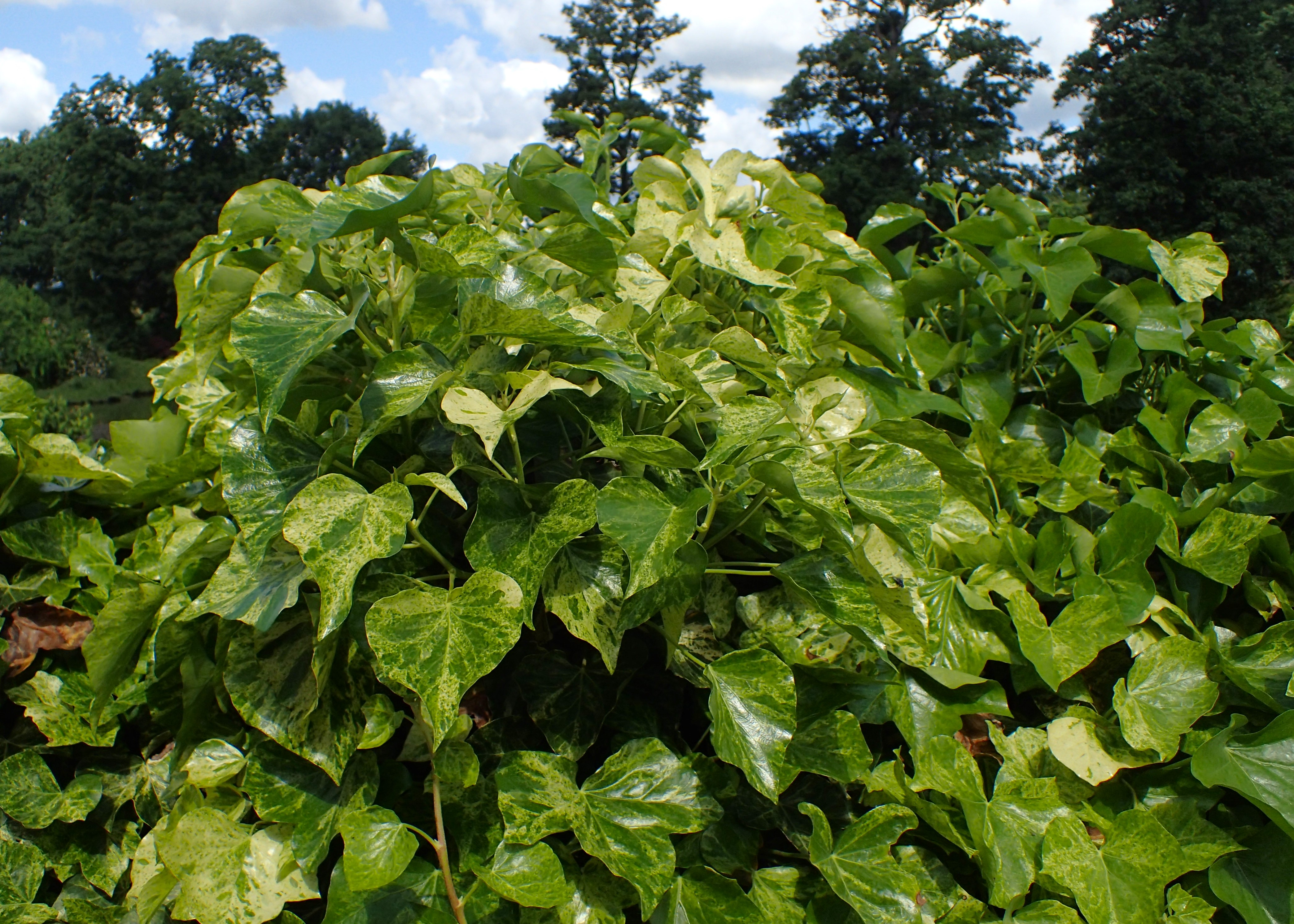
Bluszcz zwyczajny odmiany 'Profesor Seneta'